# Danków (Strzelce Krajeńskie)
Koordinaten: 52° 56′ N, 15° 21′ O
Danków (deutsch Tankow) ist ein Dorf in der Stadt- und Landgemeinde  Strzelce Krajeńskie im Powiat Strzelecko-Drezdenecki (Friedeberg-Driesener Kreis) der polnischen Woiwodschaft Lebus.

## Geographische Lage
Die Ortschaft liegt in der Neumark, etwa 13 Kilometer nordwestlich der Stadt Friedeberg (Strzelce Krajeńskie), 17 Kilometer östlich der Stadt Landsberg an der Warthe (Gorzów Wielkopolski) und 27 Kilometer westlich der Stadt Woldenberg (Dobiegniew). Bei dem Dorf befinden sich fünf Seen und der Wildenowsche Forst, der von der Puls durchflossen wird, die bei Zantoch (Santok) in die Warthe mündet.

## Geschichte

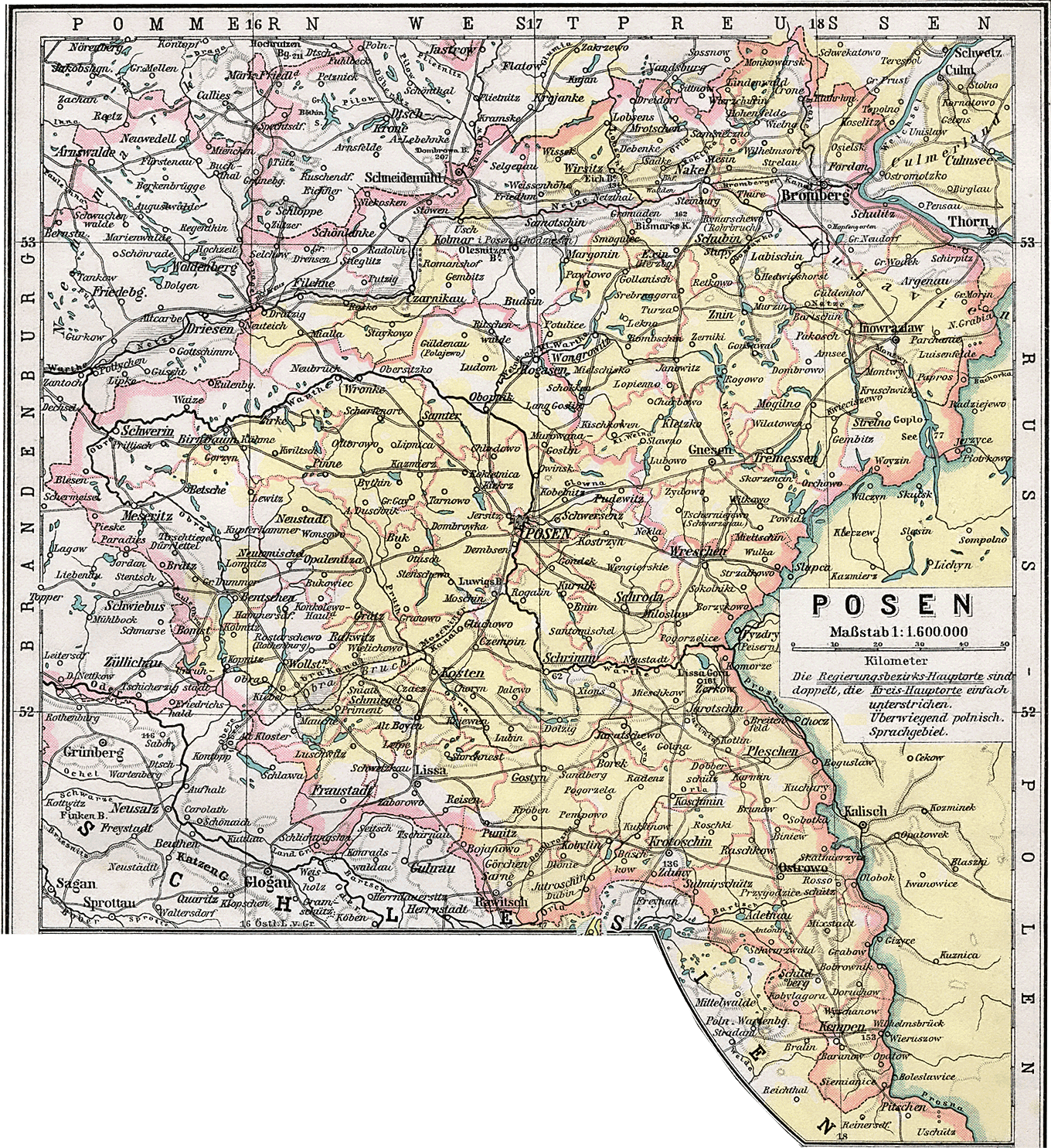
Tankow an der Puls nordwestlich der Stadt Posen, westlich der Stadt Woldenberg und nordwestlich der Stadt Friedeberg (Neumark) auf einer Landkarte der Provinz Posen von 1905 (gelb markierte Flächen kennzeichnen Gebiete mit seinerzeit mehrheitlich polnischsprachiger Bevölkerung).

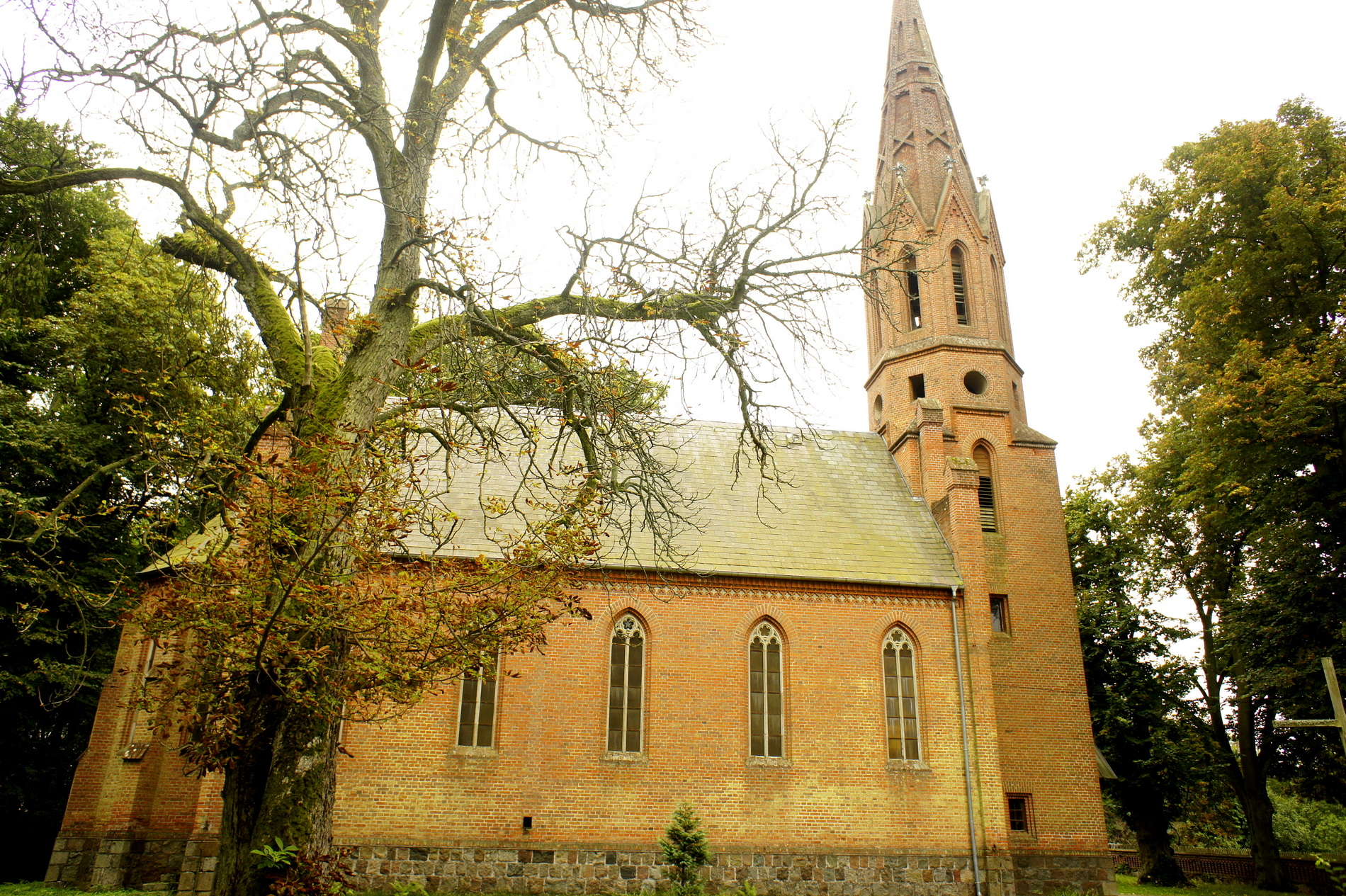
Dorfkirche, bis 1945 Gotteshaus der evangelischen Gemeinde Tankow

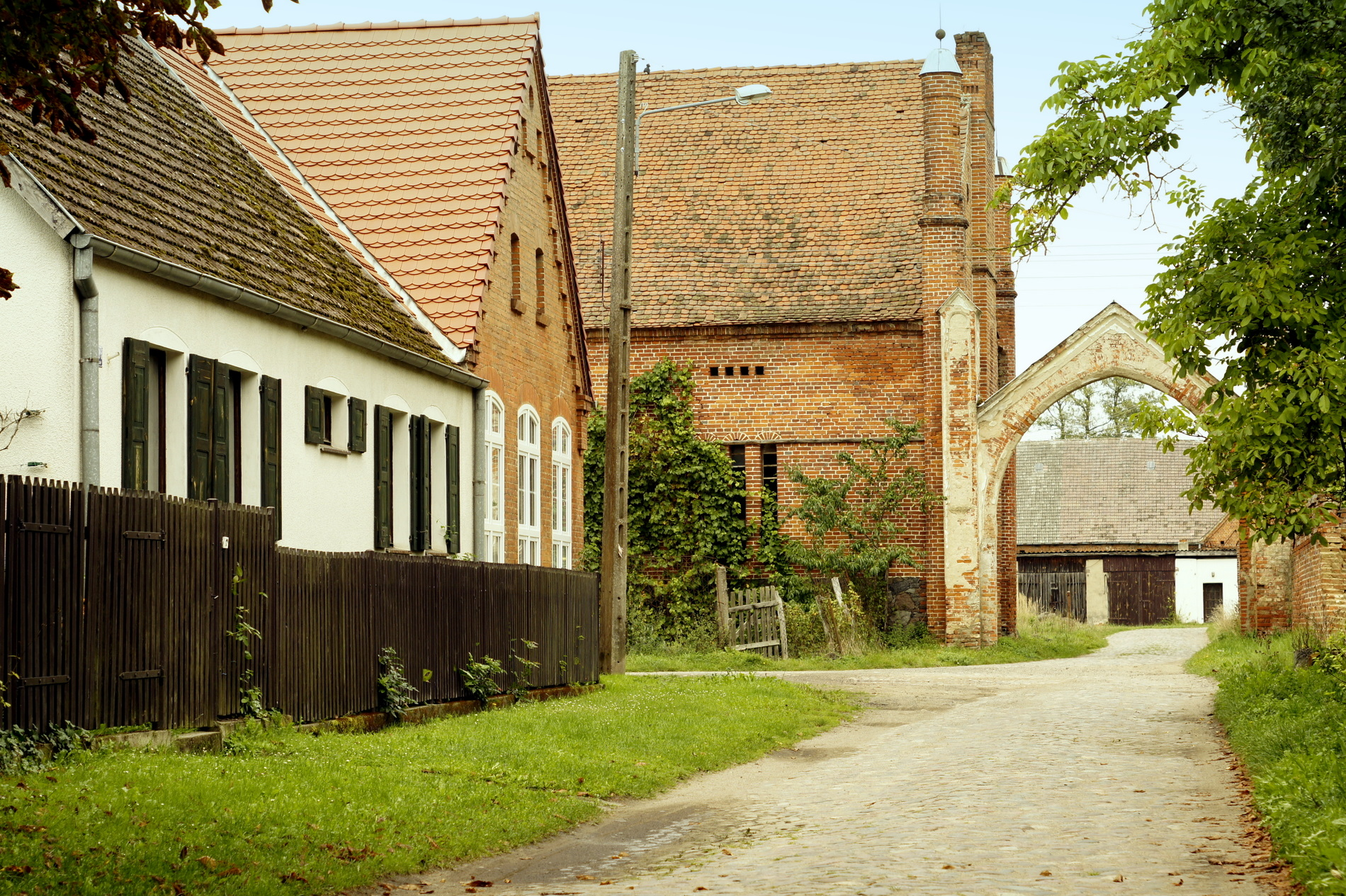
Dorfstraße

Die Ortschaft, die später ein Rittergut war, war im 14. Jahrhundert eine den Städten Friedeberg und Woldenberg ebenbürtige unmittelbare landesherrliche Stadt gewesen, mit einem festen Schloss. Die Markgrafen Otto IV., Konrad I., Johann IV. und Woldemar, die in den umliegenden Wäldern – im 14. Jahrhundert als Tankowsche Heide bezeichnet, in der Neuzeit als Wildenowscher Forst – häufig auf Jagd gingen, fertigten hier 1303 eine Berechtigungsurkunde für die Stadt Kallies aus. Hier fanden neben der Kirche Jahrmärkte statt. Auf den Feldern um Tankow wurde Buchweizen angebaut, und die Erträge daraus waren so bedeutend, dass sie im Landbuch Karls IV. unter den Staatseinnahmen mit aufgeführt wurden.
1352 erhielt ein Frankfurter Bürger das Schloss und das gesamte Tankower Heideland einschließlich der dazugehörigen sogenannten Landsberger Heide. 1853 verlieh Markgraf Ludwig den Tankower See sowie das Heidewasser den Tankower Ratsmitgliedern und gemeinen Bürgern. 1465 kamen Schloss und Städtchen, das anschließend zu einem Dorf herabsank, an die märkische Familie Papstein, die es bis zu ihrem Aussterben (ca. 1790) in Besitz hatte. 1496 war Tankow durch Kurfürst Friedrich II. in ein erbliches Lehen verwandelt worden. Seit etwa 1793 befand sich das Rittergut im Besitz der Familie Massow., die es noch nach der Jahrhundertwende besaß.
Am Anfang des 19. Jahrhunderts gab es im Dorf elf Bauern, sechs Kossäten, einen Pfarrbauern, einen Schmied, einen Fischer, zwei getrennte Wassermühlen und eine Försterei mit 10.000 Morgen Forst. Nach Mitte des 19. Jahrhunderts befanden sich hier noch 8300 Morgen Forst.
1820 kaufte die Familie Brand auf Gut Lauchstädt die Burg. 1828 wird die Witwe v. Brand, geb, v. Sack, als Besitzerin des Guts genannt. Camillus von Brand ließ die markgräfliche Burg im Jahr 1830 abreißen. An einer anderen Stelle erbaute er ein neues Schloss. Durch Einheiratung kam das Rittergut anschließend an die Familie von Erxleben. 1933 ehelichte der Offizier Wichard von Alvensleben (1902–1982) die letzte Besitzerin des Guts dieses Namens, Cora von Erxleben (1905–1945).
Um 1930 hatte Tankow sechs Wohnplätze:
- Dohlennest
- Forsthaus Eichquast
- Forsthaus Tonnenspring
- Forsthaus Untermühle
- Tankow
- Vorwerk Tonnenspring

Bis 1945 gehörte das Dorf zum Landkreis Friedeberg Nm., von 1816 bis 1938 im Regierungsbezirk Frankfurt der preußischen Provinz Brandenburg, von Oktober 1938 bis 1945 im Regierungsbezirk Grenzmark Posen-Westpreußen der Provinz Pommern. 
Gegen Ende des Zweiten Weltkriegs wurde die Region im Frühjahr 1945 von der Roten Armee besetzt. Die Gutsbesitzerin Cora von Alvensleben erschoss sich am 29. Januar 1945 bei Ankunft der sowjetischen Truppen. Die Rotarmisten plünderten das Schloss und brannten es nieder. Bald darauf wurde Tankow unter polnische Verwaltung gestellt.
In der Folgezeit wurden die Einwohner Tankows vertrieben. Tankow wurde in Danków umbenannt.

### Demographie
| Jahr | Einwohner | Anmerkungen                        |
| ---- | --------- | ---------------------------------- |
| 1804 | 232       | [ 6 ]                              |
| 1816 | 177       | [ 9 ]                              |
| 1840 | 250       | [ 10 ]                             |
| 1858 | 427       | [ 4 ]                              |
| 1871 | 148       | [ 11 ]                             |
| 1925 | 245       | darunter ein Katholik, keine Juden |
| 1933 | 208       | [ 12 ]                             |
| 1939 | 207       | [ 12 ]                             |

## Persönlichkeiten
- Jakob Christoph von Papstein (1718–1789), preußischer Generalmajor, Kommandeur des Dragonerregiment Nr. 8, wurde hier geboren und war Erbherr auf Tankow.
- Wichard von Alvensleben (1902–1982), Offizier, Ehemann der Gutsbesitzerin Cora von Alvensleben auf Tankow, geb. von Erxleben.